# Lorenzo Senni
Lorenzo Senni (Cesena, 1983) è un musicista italiano.
Lo stile musicale di Senni è una EDM minimale, eseguita principalmente con un sintetizzatore Roland JP-8000 e privata dei ritmi. 
L'artista ha battezzato la sua musica "pointillistic trance".

## Biografia
Senni nasce a Cesena, studia musicologia a Bologna e ha le sue prime esperienze musicali suonando la chitarra e la batteria nel circolo harshcore romagnolo. Successivamente, Senni si trasferisce a Milano ove inizia a organizzare gli Hundebiss Night, serie di concerti a cui suonano vari artisti sperimentali fra cui Wolf Eyes, Emeralds, U.S. Girls, Peaking Lights e Kode9. Dopo aver nutrito un crescente interesse nei confronti dell'elettronica della Mego e della PC Music, Senni inizia a comporre musica glitch per giradischi nel 2007, anno in cui registra con gli Harmarcy uno split EP condiviso con i Talibam! Nel mentre, Senni inaugura la sua personale etichetta Presto?! e incide il primo album Early Works (2008), uscito per la Kesh di Simon Scott degli Slowdive. L'acclamato Quantum Jelly (2012), uscito per la Editions Mego è caratterizzato da un sound che destruttura la musica trance e segna una rottura con lo stile musicale degli esordi. In seguito, Senni diventa un membro dei One Circle con Daniele Mana e Francesco Fantini e pubblica Superimpositions (2014).
Nel 2016, dopo essere stato scritturato dalla Warp, l'artista pubblica l'album Persona, anch'esso destinato a ricevere buoni giudizi da parte della critica. Il suo ultimo album è Scacco matto (2020), da cui vengono estratti i singoli Canone Infinito  e Vandalize Music. Senni è anche attivo nell'ambito delle arti visive.
Durante il lockdown causato dalla pandemia di COVID-19, mentre è bloccato a Milano, Senni forma assieme a Caterina Barbieri e Jim C. Nedd il gruppo Forse Ora, che si esibisce al C2C Festival nel 2021.
Nel 2021 compone le musiche del film Atlantide.
Nel corso della sua carriera, il musicista cesenate ha partecipato a festival come C2C, Dekmantel, Triennale e IndieRocket.

## Discografia

### Album in studio
- 2008 – Early Works
- 2010 – Dunno
- 2012 – Quantum Jelly
- 2014 – Superimpositions
- 2020 – Scacco matto

### Singoli ed extended play
- 2014 – EVOLVER + Remixes
- 2016 – Persona
- 2017 – XAllegroX/The Shape of Trance to Come
- 2018 – XAllegroX/The Shape of RemixXxes to Come
- 2018 – The Challenge (con Francesco Fantini)
- 2020 – Canone infinito
- 2020 – Vandalize Music
- 2020 – Discipline of Enthusiasm
- 2020 – Think Big

## Colonne sonore
- Atlantide, regia di Yuri Ancarani (2021)